# Teorema de Jordan-Hölder
O Teorema de Jordan-Hölder é um teorema criado pelos matemáticos  Otto Hölder e Camille Jordan.
O teorema Jordan-Hölder afirma que dadas duas series indefinidas de composição de um determinado grupo então estas  são equivalentes. Assim, eles têm o mesmo comprimento de composição e os mesmos fatores de composição, até a permutação e o isomorfismo.
Camille Jordan conceituou a composição e séries principais (cf. séries principais ) para esses grupos e demonstrou que os índices de duas séries do mesmo tipo (ou seja, os índices dos subgrupos GEu no Gi + 1) são os mesmos, excetuando-se pela ordem de aparência. Já  Otto Hölder provou que os fatores correspondentes são isomórficos.

## Escrita Formal do Teorema
Seja G um Grupo finito. Considere duas séries de decomposição.
{\displaystyle 1=H_{0}\triangleleft H_{1}\triangleleft H_{2}\triangleleft \cdots \triangleleft H_{k-1}\triangleleft H_{k}=G}
{\displaystyle 1=K_{0}\triangleleft K_{1}\triangleleft K_{2}\triangleleft \cdots \triangleleft K_{l-1}\triangleleft K_{l}=G}
Então {\displaystyle k=l} e a lista de fatores de composição é única até a permutação, ou seja, as listas {\displaystyle \{H_{i+1}/H_{i}\}}{\displaystyle \{K_{j+1}/K_{j}\}} são os mesmos, depois de reorganizar uma das listas adequadamente.

### Demonstração
Tal como acontece com o teorema fundamental da aritimética, a prova procede por indução, em {\displaystyle \mid G\mid }.
Para {\displaystyle \mid G\mid =1} é trivial. Agora suponha que o teorema foi provado para todos os grupos estritamente menores que {\displaystyle G}Pegue duas séries de composição {\displaystyle (H_{1},H_{2}.\ldots ,H_{k})} e {\displaystyle (K_{1},K_{2}.\ldots ,K_{l})} para {\displaystyle G}. O teorema é verdadeiro para {\displaystyle H=H_{k-1}} e para {\displaystyle K=K_{l-1}}.
Se {\displaystyle H=K} então nada temos a fazer, pois as séries de composição devem ser rearranjos uma da outra.
Se {\displaystyle H\neq K}, seja {\displaystyle L=H\cap K}.
então {\displaystyle L} tem uma série de composição composta pelos grupos {\displaystyle L_{j}}, pela hipótese indutiva. Então existem duas séries de composição para {\displaystyle H}, aquele que envolve {\displaystyle H_{i}} e a seguinte:
{\displaystyle 1\vartriangleleft L_{1}\vartriangleleft L_{2}\vartriangleleft \cdots L_{t-1}\vartriangleleft L_{t}\vartriangleleft H}
(note que {\displaystyle L=H\cap K} é um subgrupo máximo de {\displaystyle H}, pois {\displaystyle H/(H\cap K)\cong G/K} pelo segundo teorema do isomorfismo)
Por indução, esta série de composição deve ser um rearranjo da outra:
{\displaystyle (H_{1}/H_{0},H_{2}/H_{1},\cdots H/H_{k-2})\thicksim (L_{1}/L_{0},L_{2}/L_{1},\cdots L/L_{t-1},H/L)} {\displaystyle *}
{\displaystyle \sim } significa "é o mesmo até a permutação". Note que os comprimentos sendo os mesmos implica que {\displaystyle t+1=k}
Analogamente, obtemos duas séries de composição para {\displaystyle K} usando o mesmo {\displaystyle L_{i}} para o segundo, isto é: 
{\displaystyle (K_{1}/K_{0},K_{2}/K_{1},\cdots K/K_{l-2})\thicksim (L_{1}/L_{0},L_{2}/L_{1},\cdots L/L_{t-1},K/L)**}
então {\displaystyle t+1=l} e isso prova que {\displaystyle k=l}
Agora, usando {\displaystyle G/H} em {\displaystyle *} e {\displaystyle G/K} em {\displaystyle **}, temos: 
{\displaystyle (H_{1}/H_{0},H_{2}/H_{1},\cdots ,H/H_{k-2},G/H)\thicksim (L_{1}/L_{0},L_{2}/L_{1},\cdots ,L/L_{t-1},H/L,G/H)}
{\displaystyle (L_{1}/L_{0},L_{2}/L_{1},\cdots ,L/L_{t-1},K/L,G/K)\thicksim (H_{1}/H_{0},H_{2}/H_{1},\cdots ,H/H_{k-2},G/K)}
Queremos que as duas listas externas sejam as mesmas até a permutação. As duas listas internas são as mesmas, exceto pelas duas últimas entradas. Mas {\displaystyle (H/L,G/H)} e {\displaystyle (K/L,G/K)} são iguais a {\displaystyle (G/K,G/H)} e {\displaystyle (G/H,G/K)}, também pelo segundo teorema do isomorfismo.
Portanto, as duas listas internas são as mesmas até a permutação (uma transposição dos dois últimos fatores) {\displaystyle \blacksquare }

## Exemplo de código fonte
Suponha que temos um grupo finito G = {1, 2, 3, 4, 5, 6} e queremos encontrar a sua decomposição em termos de grupos simples. Para isso, podemos usar o teorema de Jordan-Hölder.

Primeiro, criamos a lista de subgrupos de G:
```
List
<
Set
<
Integer
>>
 
subgroups
 
=
 
new
 
ArrayList
<>
();

for
 
(
int
 
i
 
=
 
0
;
 
i
 
<
 
G
.
size
();
 
i
++
)
 
{

  
for
 
(
int
 
j
 
=
 
i
+
1
;
 
j
 
<=
 
G
.
size
();
 
j
++
)
 
{

    
subgroups
.
add
(
new
 
HashSet
<>
(
G
.
subList
(
i
,
 
j
)));

  
}

}

```

Em seguida, calculamos a série normal de subgrupos de G:
```
public
 
static
 
List
<
Group
>
 
getNormalSeries
(
Group
 
G
,
 
List
<
Group
>
 
subgroups
)
 
{

    
List
<
Group
>
 
normalSeries
 
=
 
new
 
ArrayList
<
Group
>
();

    
// Inclui o grupo G como o primeiro termo da série normal

    
normalSeries
.
add
(
G
);

    
// Se o grupo G é trivial, a série normal consiste apenas do grupo trivial

    
if
 
(
G
.
isTrivial
())
 
{

        
return
 
normalSeries
;

    
}

    
// Para cada subgrupo H em subgroups, encontra o maior subgrupo normal K de G que contém H

    
for
 
(
Group
 
H
 
:
 
subgroups
)
 
{

        
Group
 
K
 
=
 
G
.
getLargestNormalSubgroupContaining
(
H
);

        
if
 
(
K
.
isTrivial
())
 
{

            
continue
;

        
}

        
// Recursivamente chama getNormalSeries com o grupo K e subgroups - H para obter a série normal de K

        
List
<
Group
>
 
normalSeriesOfK
 
=
 
getNormalSeries
(
K
,
 
subtractSubgroup
(
subgroups
,
 
H
));

        
// Adiciona os grupos da série normal de K à série normal de G

        
for
 
(
Group
 
N
 
:
 
normalSeriesOfK
)
 
{

            
if
 
(
!
normalSeries
.
contains
(
N
))
 
{

                
normalSeries
.
add
(
N
);

            
}

        
}

    
}

    
return
 
normalSeries
;

}

```

Por fim, usamos a série normal para encontrar a decomposição de G em termos de grupos simples:
```
public
 
static
 
List
<
Group
>
 
getSimpleFactors
(
List
<
Group
>
 
normalSeries
)
 
{

    
List
<
Group
>
 
simpleFactors
 
=
 
new
 
ArrayList
<>
();

    
for
 
(
Group
 
group
 
:
 
normalSeries
)
 
{

        
if
 
(
group
.
isSimple
())
 
{

            
simpleFactors
.
add
(
group
);

        
}

    
}

    
return
 
simpleFactors
;

}

```